# Lijst van Poperingenaars
Dit is een alfabetische lijst van Poperingenaars. Het betreft personen uit de Belgische stad Poperinge.

)

## Bekende personen
- Geike Arnaert (1979), zangeres
- Edwin Bafcop (1962), wielrenner
- Thomas Blondeau (1978-2013), schrijver en dichter
- Lanceloot Blondeel (1498-1561), kunstschilder
- Eliane Cossey (1902-1942), in de Eerste Wereldoorlog bekend als Ginger
- Axel Cruysberghs (1994), skateboarder
- Bernhard De Grendel (1944), kunstschilder en fotograaf
- Lucien De Gheus (1927-2013) beeldhouwer en keramist
- Christof Dejaegher (1973), burgemeester Poperinge
- Jozef Demaré (1928-2019), acteur
- Jan Denuwelaere (1988), veldrijder
- Joke Devynck (1972), actrice
- Sébastien Dewaest (1991), voetballer Racing Genk
- Dirk Frimout (1941), eerste Belgische astronaut
- Filip Haeyaert (1961), cabaretier
- Pol Hauspie (1951), ondernemer, bekend van Lernout & Hauspie
- Fernand Handtpoorter (1933-2007), dichter en (toneel)schrijver
- Sabien Lahaye-Battheu (1967), politicus
- Charlotte Leys (1989), volleybalspeelster
- Lodewijk Makeblyde (1565-1630), jezuïet en dichter
- Els Moors (1976), schrijfster
- Chris Morel (1945), topmanager en politicus
- Henri Permeke (1849-1912), landschapsschilder en vader van Constant Permeke
- Léontine Permeke (1858-1923), fotografe
- Jef Planckaert (1934-2007), wielrenner
- David Poltrock (1974), muzikant
- Anne Provoost (1964), schrijfster
- Emmily Talpe (1975), politica; burgemeester van Ieper sinds 2019
- Johan Vande Lanotte (1955), politicus
- Rik Vandenberghe (1961), bankier en bestuurder
- Daniël Vandepitte (1922-2016), ererector van de Universiteit Gent
- Jonas Vandermarliere (1986), voetballer
- Walter Van Renterghem (1944), atleet
- Maarten Westenrode (1927), schrijver